# Colle Picchioni
Colle Picchioni è un'azienda vitivinicola italiana con sede a Marino, nei Castelli Romani (Lazio). Fondata negli anni settanta da Paola di Mauro, è considerata una realtà di riferimento del vino laziale di qualità.  
Oggi è guidata dalla terza generazione con Valerio Di Mauro e Laia Storbeck (origini spagnole e tedesche), che hanno affiancato alla linea storica una forte spinta alla sperimentazione e all’enoturismo.

## Storia
Colle Picchioni nasce nei primi anni settanta per iniziativa di Paola di Mauro. Fin dall’inizio la produzione è orientata a vini longevi e di impronta territoriale.  
Un aneddoto riportato su *Cinquanta Mila* racconta che, durante una visita a Castel Gandolfo, Papa Giovanni Paolo II avrebbe indicato la produzione di Colle Picchioni dicendo: «Vedi questo vino… viene da quel vigneto sotto di noi, Colle Picchioni. Lo produce una gentile signora, Paola Di Mauro…».  
L’articolo pubblicato su *Slow Food* ne racconta la figura con un tono toccante, ponendola come "donna da quel vino laziale che tanto le deve".  
La gestione passa successivamente ad Armando Di Mauro e, in seguito, alla terza generazione, con Valerio Di Mauro e Laia Storbeck, che ampliano i progetti innovativi e l’apertura al pubblico.

## Territorio e vigneti
I vigneti dell’azienda si trovano in buona parte nel comune di Marino, su suoli di origine vulcanica, ma anche in altre zone limitrofe dei Castelli Romani. Le altitudini variano tra i 200 e i 400 m s.l.m. Si coltivano vitigni internazionali (Cabernet Sauvignon, Cabernet Franc, Merlot, Chardonnay) accanto a varietà autoctone laziali, tra cui la Malvasia puntinata del Lazio.

## Produzione

### Progetti e sperimentazioni
- Ginè: gin da distillazione di botaniche in alcol di mosto d’uva;
- Vigneti Socius: linea sperimentale di espressione territoriale dei Castelli Romani;
- Ergo: birre artigianali Italian Grape Ale con mosto d’uva;
- Giulia: Metodo Classico rosé pas dosé da Uva Giulia, vitigno autoctono recuperato e valorizzato.[3]

### Linea classica
- Mèva Bianco: da uve Malvasia puntinata del Lazio, bianco fresco e territoriale;
- Mèva Rosso: da uve Merlot, rosso giovane e immediato;
- Donna Paola Bianco: etichetta storica dedicata alla fondatrice Paola di Mauro;
- Perlaia Rosso: vino dedicato a Laia Storbeck, moglie di Valerio Di Mauro e co-proprietaria dell’azienda, di struttura ed eleganza;
- Le Vignole Bianco: bianco strutturato con affinamento in barrique, più volte premiato;
- Il Vassallo: rosso storico a base di Cabernet Sauvignon, Cabernet Franc e Merlot, vino simbolo della cantina, premiato con Tre Bicchieri (Gambero Rosso) e Cinque Grappoli (Bibenda);
- Hèkos Chardonnay: bianco da uve Chardonnay;
- Hèkos Rosato (Cabernet Franc): rosato che nasce come progetto sperimentale e oggi entra stabilmente nella linea classica.

## Attività enoturistiche ed eventi
La cantina organizza visite guidate, degustazioni, pranzi e cene a tema, sia in vigneto/terrazza sia nei saloni interni. Le attività culturali sono state promosse dall’Associazione Culturale Officina Enogastronomica Colle Picchioni.  
Da settembre 2025 le iniziative saranno ampliate con Radici & Taste, progetto dedicato a turismo esperienziale che unisce vino, cibo, territorio e cultura.  
Degustazioni verticali del Vigna del Vassallo hanno avuto eco nella stampa specialistica, mentre eventi esterni, come le degustazioni all’Osteria di Monteverde, testimoniano il ruolo della cantina nel contesto regionale. Un profilo dell’offerta enoturistica è descritto anche da inCantina.

## Riconoscimenti
- Il Vassallo: ha ottenuto il massimo riconoscimento dei Cinque Grappoli (Bibenda) in numerose annate recenti, tra cui 2021, 2020, 2019 e 2018. Le annate 2020 e 2021 hanno inoltre ricevuto il premio speciale “Il Faccino” nella guida Doctor Wine di Daniele Cernilli.[8]
- Le Vignole: la 2010 ha ricevuto i Cinque Grappoli (Bibenda);
- Donna Paola Bianco e Perlaia Rosso: riconosciuti con Quattro Grappoli (Bibenda) in molte annate recenti (2024, 2023, 2022, 2021); il Donna Paola è stato inoltre inserito da Daniele Cernilli nella guida I Vini per l’Estate.[9]
- I vini di Colle Picchioni compaiono regolarmente con ottimi punteggi nelle principali guide italiane del settore, tra cui la Guida Oro I Vini di Veronelli, la Guida ai Vini di Luca Maroni, Vitae dell’Associazione Italiana Sommelier, oltre a Doctor Wine e Bibenda.
- L’azienda ha inoltre ricevuto numerosi riconoscimenti e citazioni in guide e concorsi enologici internazionali, consolidando la propria immagine anche all’estero.